# Меховка
Меховка (бел. Мехаўка) — деревня в Червенском районе Минской области Беларуси. Входит в состав Ляденского сельсовета.

## Географическое положение
Расположена в 20 километрах к юго-востоку от Червеня, в 82 км от Минска, в 11 км от железнодорожной станции Гродзянка линии Гродзянка—Верейцы.

## История
На начало XX века населённый пункт входил в состав Якшицкой волости Игуменского уезда Минской губернии. На 1908 год урочище Подзадобричье Новое, где насчитывалось 10 дворов и 77 жителей. На 1917 год деревня Мехово (Ново-Подзадырачье), здесь было 18 дворов, жили 119 человек (67 мужчин и 52 женщины). 20 августа 1924 года вошла в состав вновь образованного Старо-Ляденского сельсовета Червенского района Минского округа (с 20 февраля 1938 — Минской области). Согласно переписи населения СССР 1926 года насчитывался 21 двор, проживали 115 человек. Во время Великой Отечественной войны деревня была оккупирована немецко-фашистскими захватчиками в конце июня 1941 года, 6 её жителей не вернулись с фронта. Освобождена в начале июля 1944 года. На 1960 год население деревни составило 73 человека. В 1980-е годы она относилась к совхозу «Горки». На 1997 год здесь было 12 домов и 17 жителей.
На 2013 год 3 круглогодично жилых дома, 3 постоянных жителя. На 2024 тут проживает 6 человек.

## Население
- 1908 — 10 дворов, 77 жителей
- 1917 — 18 дворов, 119 жителя
- 1926 — 21 двор, 115 жителей
- 1960 — 73 жителя
- 1997 — 9 дворов, 13 жителей
- 2013 — 2 двора, 3 жителя
- 2024 – 6 жителей